# Saronno–Laveno-vasútvonal
A Saronno–Laveno-vasútvonal egy 51,1 km hosszú, normál nyomtávolságú vasútvonal Olaszországban, Saronno és Laveno-Mombello között. A vonal 3000 V egyenárammal villamosított, fenntartója a FerrovieNord.

## Története
A vasútvonalat négy részletben nyitották meg:
- 1884.április 17.: Saronno-Vedano
- 1884. augusztus 14.: Vedano-Malnate
- 1885. június 29.: Malnate-Varese
- 1886. július 5.: Varese-Laveno